# Örlandet
Örlandet med Örlands kläppen är en ö i Åland (Finland). Den ligger i Skärgårdshavet och i kommunen Kökar i landskapet Åland, i den sydvästra delen av landet. Ön ligger omkring 57 kilometer öster om Mariehamn och omkring 220 kilometer väster om Helsingfors.
Öns area är 30 hektar och dess största längd är 1 kilometer i öst-västlig riktning.
Örlandet är en del av ändmoränen Salpausselkä och består därför huvudsakligen av sand och grus. Den moränrygg som Örlandet ligger på sträcker sig från Sandskär i nordväst via Örlandet, Sandskär, Sandskär, Västra och Östra Partuvan ner till Stora revet i sydöst.

## Delöar och uddar
- Örlandet 60°00′52″N 20°57′51″Ö / 60.01441°N 20.9641°Ö
- Örlands kläppen 60°00′48″N 20°57′25″Ö / 60.01324°N 20.95688°Ö